# シーフシュピーグラー式望遠鏡

シーフシュピーグラー式望遠鏡

シーフシュピーグラー式望遠鏡（Schiefspiegler telescope ）は反射望遠鏡の一形式である。
主鏡は凹面、副鏡は凸面である。焦点までの間にもう1枚弱い凹面鏡を入れる場合もあるが、F15くらいの長焦点であれば主鏡副鏡は同一曲面で3枚目の鏡を省略できる。
光軸を外しているためコマ収差が起こりやすくF10以上の長焦点でないと役に立たないが、副鏡やその支持棒による回折や減光がなく分解能いっぱいの良像が得られる。